# Sofia Vassilieva
Sofia Vladimirovna Vassilieva (rusă: София Владимировна Васильева) (n. 22 octombrie 1992, Minneapolis, Minnesota, SUA) este o actriță americană.

## Filmografie

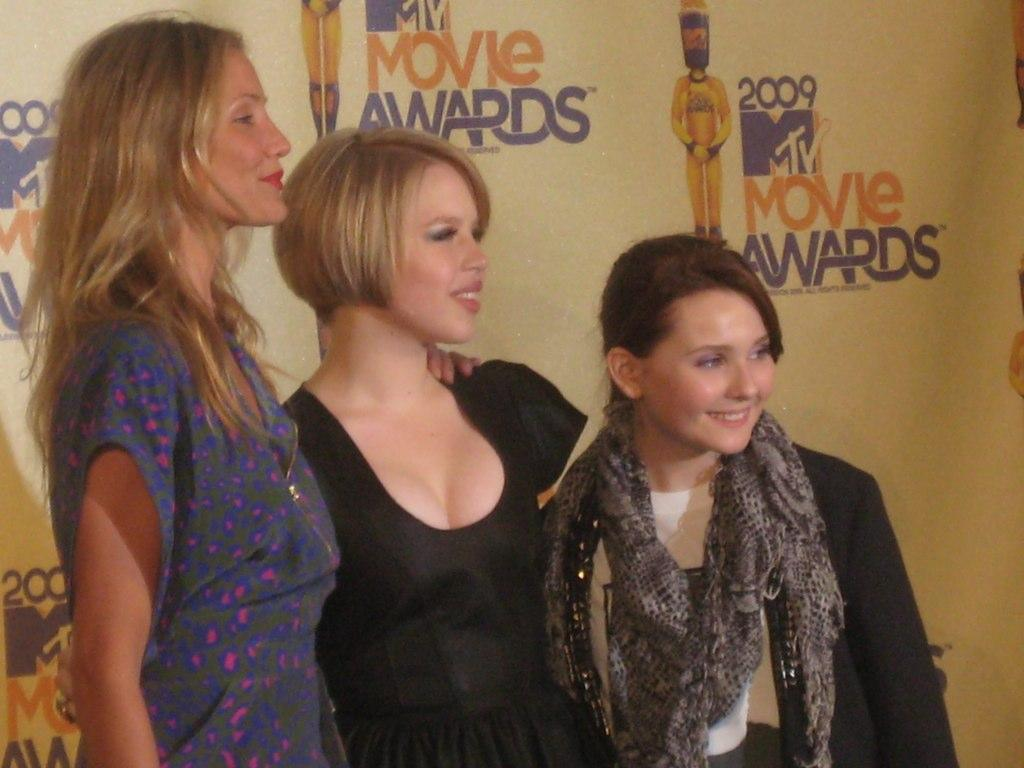
Cu Cameron Diaz și Abigail Breslin la premiile MTV din 2009

| An         | Film/Emisiune                                    | Rol             | Note                   |
| ---------- | ------------------------------------------------ | --------------- | ---------------------- |
| 2001       | The Agency                                       | Elena           |                        |
| 2001       | The Brady Bunch in the White House               | Cindy Brady     | Film TV                |
| 2003       | Eloise at the Plaza                              | Eloise          | Film TV                |
| 2003       | Eloise at Christmastime (Eloise, micuța cupidon) | Eloise          | Film TV                |
| 2003       | Inhabited                                        | Gina Russell    |                        |
| 2005–2011  | Medium                                           | Ariel Dubois    |                        |
| 2007       | Day Zero                                         | Mara            |                        |
| 2008       | Hurt                                             | Sarah Parsons   |                        |
| 2009       | My Sister's Keeper                               | Kate Fitzgerald |                        |
| 2010       | Stand Up to Cancer                               | Herself         | Telethon               |
| 2011, 2013 | Law & Order: Special Victims Unit                | Sarah Walsh     | Serial TV (2 episoade) |
| 2013       | Call Me Crazy: A Five Film                       | Allison         | Film TV                |
| 2015       | Stalker                                          | Dierdre         | Serial TV (1 episod)   |